# 刘焕鑫
刘焕鑫（1963年9月—），男，汉族，辽宁凌源人，中华人民共和国政治人物。中共辽宁省委党校研究生学历，经济师。现任国家发展和改革委员会党组成员，国家粮食和物资储备局党组书记、局长。曾任中共辽宁省委常委、秘书长。

## 生平
1986年7月参加工作。1988年11月加入中国共产党。

### 辽宁
早年擔任過辽宁省计划委员会国民经济综合处副处长、开原市人民政府副市长、辽宁省发展计划委员会国民经济综合处副处长、处长、辽宁省发展和改革委员会国民经济综合处处长。
2004年12月起任辽宁省发展和改革委员会党组成员、副主任。2010年2月调任中共营口市委常委，同年3月兼任市政府常务副市长一职。
2013年3月任辽宁省交通厅党组书记、厅长。2015年10月，转任中共辽宁省委常务副秘书长，次年3月起兼任省委办公厅主任。
2017年3月，升任中共辽宁省委委员、常委。此后兼任省委秘书长、省直机关工委书记等职务。

### 农业农村部
2020年2月，国务院任命刘焕鑫为农业农村部副部长。2021年4月任中央农村工作领导小组办公室副主任，农业农村部党组副书记、副部长。
2021年10月，任国家乡村振兴局党组书记，同年11月获任命为国家乡村振兴局局长，不再担任农业农村部副部长。
2023年6月，伴随国家乡村振兴局改制为在农业农村部加挂牌子，刘焕鑫获任农业农村部副部长、国家乡村振兴局局长。

### 国家粮食和物资储备局
2023年8月，刘焕鑫转任国家发展和改革委员会党组成员、国家粮食和物资储备局党组书记、局长。